# Виланд, Ганс Беат
Ганс Беат Виланд (нем. Hans Beat Wieland; 11 июня 1867[…], Мёршвиль — 23 августа 1945[…], Кринс, Люцерн) — швейцарский исторический художник и пейзажист. 

## Биография

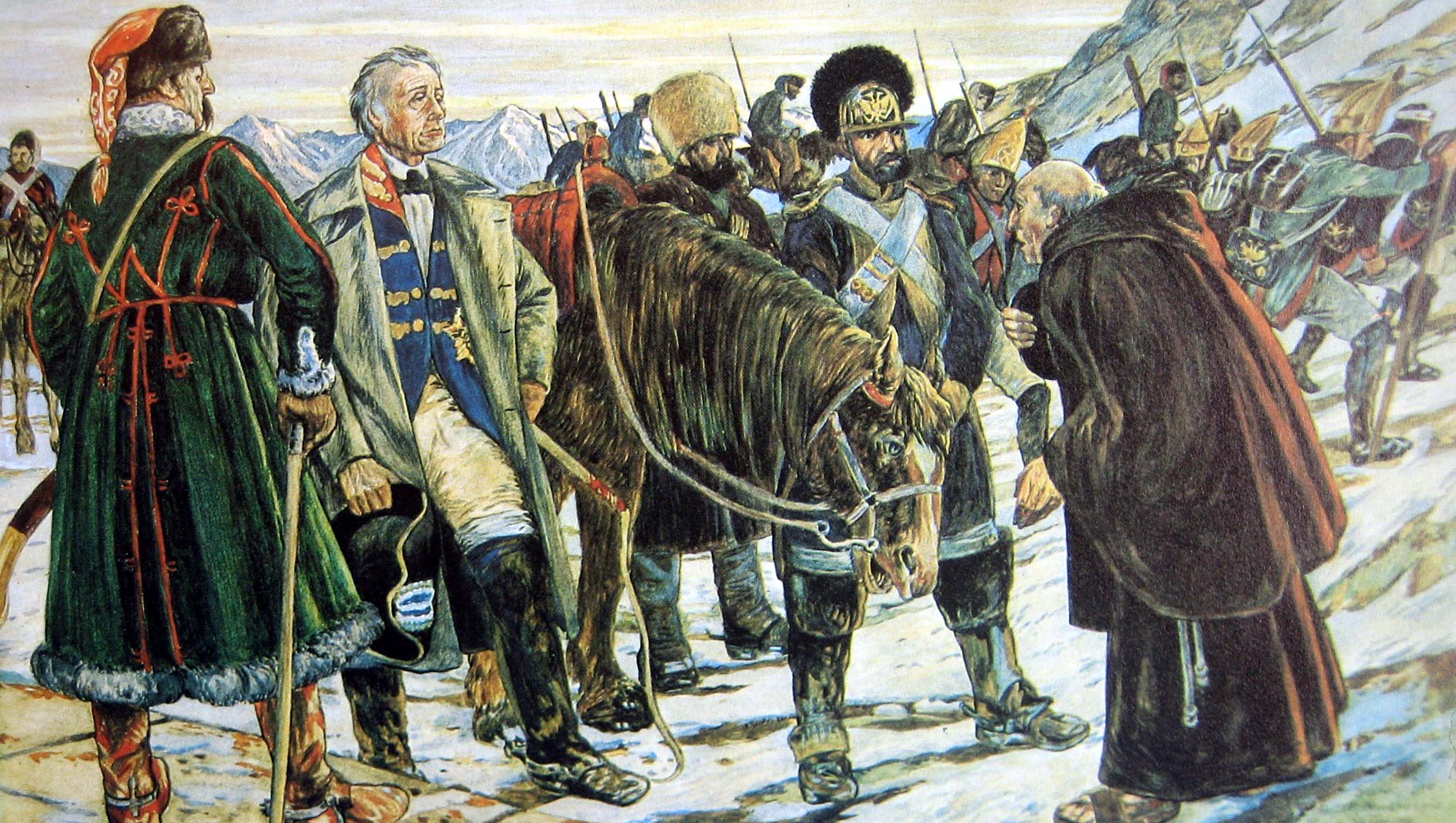
А. В. Суворов на перевале Сен-Готард.

Родился в 1867 году в Мёршвиле в кантоне Санкт-Галлен  в семье инженера Рихарда Людвига Виланда (1826–1868); вырос в Базеле, куда его мать с детьми переехала после смерти отца. В 1889 году переехал в Мюнхен, где учился в Академии художеств. Вместе с Михаэлем Зено Димером (1867—1939) написал большую панорамную картину с видом Тирольских Альп для Всемирной выставки 1893 года в Чикаго по заказу Австрийской туристической ассоциации. В следующем 1894 году стал членом Мюнхенского сецессиона.
В 1896 году он отправился на Шпицберген, чтобы стать свидетелем старта экспедиции Соломона Андре на воздушном шаре к Северному полюсу. В 1898 году женился на художнице Эльзе Хенкель, дочери богатого винодела Рудольфа Хенкеля, с которой впервые познакомился в период обучения в Мюнхенской академии.
В 1904 году Виланд был соучредителем Мюнхенской ассоциации акварелистов.
В дальнейшем писал преимущественно реалистические альпийские пейзажи, которые пользовались популярностью у публики: как сами картины, так и их репродукции хорошо продавались, что приносило художнику неплохой доход.
Во время Первой мировой войны Виланд работал австрийским военным художником, и, по заданию Музея армии в Вене, создавал зарисовки с натуры на итальянском, черногорском и румынском театрах военных действий.
В 1918 году он вернулся в Швейцарию и поселился со своей семьей в Швице, где приобрёл, отремонтировал и расширил большой старинный дом. Помимо этого, он имел также летний домик в Баварии в Эхинг-ам-Аммерзе на берегу озера Аммерзе, куда выезжал работать на плэнере. С 1930 года жил в Кринсе. Создал фрески на вокзалах Берна, Базеля, Женевы и Люцерна (сохранились, по всей видимости, не все).
Также известен картиной «Суворов в Швейцарии», книжными иллюстрациями, плакатами, журнальными обложками, циклом настенных росписей, изображающих воинов разных эпох.
Скончался в 1945 году в Кринсе.

## Галерея

Воины разных эпох. Элементы настенной росписи